# Dirk Bogarde
Pour les articles homonymes, voir van den Bogaerde et Bogarde.
Ne doit pas être confondu avec Humphrey Bogart.
 (janvier 2016).
Si vous disposez d'ouvrages ou d'articles de référence ou si vous connaissez des sites web de qualité traitant du thème abordé ici, merci de compléter l'article en donnant les références utiles à sa vérifiabilité et en les liant à la section « Notes et références ».
Derek van den Bogaerde, dit Dirk Bogarde, est un acteur britannique né le 28 mars 1921 à Londres où il est mort le 8 mai 1999.

## Biographie
Derek van den Bogaerde est le fils d'un critique d'art belge et d'une comédienne écossaise. Pendant la Seconde Guerre mondiale, il est affecté à l'état-major du général Montgomery, où il dessine les plans de batailles. À partir de 1947, il se met à tourner des séries B (restées inédites en France). Il commence à se faire remarquer dès 1950 dans des films à suspense signés Terence Fisher, Marc Allégret ou Charles Crichton, et s'impose avec le rôle du docteur Simon Sparrow dans une série de comédies réalisées par Ralph Thomas. Il tourne également sous la direction de réalisateurs britanniques renommés tels que Lewis Gilbert, Anthony Asquith, Jack Clayton, Richard Attenborough ou Michael Powell. Il succède à Stewart Granger en jeune premier dans des films d'aventures, historiques ou exotiques, des drames romantiques, des drames de guerre, avec de séduisantes partenaires féminines : Jean Simmons, Kay Kendall ou Brigitte Bardot, et plus tard Olivia de Havilland, Ava Gardner, Judy Garland, jouant même Franz Liszt en 1960.
Sa carrière prend un tournant décisif lorsqu'il accepte le rôle, périlleux pour l'époque, d'un avocat victime d'un chantage homosexuel dans La Victime de Basil Dearden (1961), prestation qui lui vaut sa première nomination aux BAFTA Awards. Après une première collaboration avec Joseph Losey, dans La bête s'éveille en 1954, ce dernier lui confie le rôle du valet sadique et ambigu de The Servant en 1963, rôle qui lui vaut le BAFTA du meilleur acteur. Il retrouve le réalisateur Losey dans Pour l'exemple (1964, qui traite de la désertion durant la Première Guerre mondiale), Modesty Blaise (1966, film d’espionnage « pop » avec Monica Vitti et Terence Stamp) et Accident (1967, écrit par Harold Pinter).
Dès lors, il excelle dans les rôles de personnages torturés, à la sexualité souvent trouble, comme dans Portier de nuit de Liliana Cavani, où il forme un couple sulfureux de « tortionnaire nazi et victime » avec Charlotte Rampling, et surtout dans Les Damnés, qui décrit une famille d'industriels allemands impliqués dans l'avènement du nazisme, et Mort à Venise, drame homosexuel d'après Thomas Mann, deux films majeurs signés Luchino Visconti. Sa carrière internationale inclut aussi bien les réalisateurs John Schlesinger (Darling avec Julie Christie) que George Cukor (Justine d'après Lawrence Durrell avec Anouk Aimée), John Frankenheimer (L'Homme de Kiev (The Fixer) sur un scénario de Dalton Trumbo) et Rainer Werner Fassbinder (Despair sur un scénario de Tom Stoppard d'après Vladimir Nabokov). Parlant parfaitement le français (il s'installe près de Grasse en 1968), il collabore également — mais en anglais — avec plusieurs réalisateurs français parmi lesquels Henri Verneuil (Le Serpent avec Yul Brynner et Henry Fonda), Alain Resnais (Providence aux côtés de John Gielgud et Ellen Burstyn) et Bertrand Tavernier, avec lequel il joue en 1990 son dernier rôle au cinéma, dans Daddy nostalgie où il est le père du personnage interprété par Jane Birkin.

### Après le cinéma et vie privée
Dirk Bogarde est toujours resté discret sur sa vie privée : il a entretenu avec Anthony Forwood (en), son agent précédemment marié à l'actrice Glynis Johns, une relation de près de cinquante ans, qui n'a pris fin qu'à la mort de celui-ci en 1988. Il s'est alors entièrement consacré à l'écriture et a publié une douzaine d'ouvrages dont plusieurs livres de souvenirs.
Il était très ami avec l'actrice française Nicole Calfan, rencontrée sur le tournage de La Trahison (1975).
Fait chevalier dans l'ordre des Arts et des Lettres en 1982, il a été anobli par la reine Élisabeth II en 1992. Il est mort en 1999 à Londres, des suites d'une attaque cardiaque.
Dirk Bogarde est le grand-oncle de la chanteuse britannique Birdy, née Jasmine van den Bogaerde.

## Filmographie

### Cinéma
- 1939 : Come On George! (en) d'Anthony Kimmins
- 1947 : Dancing with Crime de John Paddy Carstairs : Un policier
- 1948 : Once a Jolly Swagman (en) de Jack Lee : ill Fox
- 1948 : Esther Waters (en), de Ian Dalrymple et Peter Pround : William Latch
- 1949 : Quartet : George Bland (segment « The Alien Corn »)
- 1949 : Dear Mr. Prohack (en) de Thornton Freeland : Charles Prohack
- 1949 : Boys in Brown de Montgomery Tully : Alfie Rawlins
- 1950 : La Lampe bleue (The Blue Lamp) de Basil Dearden : Tom Riley
- 1950 : Si Paris l'avait su (So Long at the Fair) d'Antony Darnborough et Terence Fisher : George Hathaway
- 1950 : La Femme en question (The woman in question) d'Anthony Asquith : R.W. « Bob » Baker
- 1950 : Blackmailed de Marc Allégret : Stephen Mundy
- 1952 : Rapt (Hunted) de Charles Crichton : Chris Lloyd
- 1952 : Fromage à gogo (Penny Princess) de Val Guest : Tony Craig
- 1952 : Un si noble tueur (The Gentle Gunman) de Basil Dearden : Matt Sullivan
- 1953 : Aventures à Berlin (Desperate Moment) de Compton Bennett : Simon Van Halder
- 1953 : Sa dernière mission (Appointment in London) de Philip Leacock : Wing-Commander Tim Mason
- 1954 : Commando à Rhodes (They Who Dare) de Lewis Milestone : lieutenant Graham
- 1954 : Toubib or not Toubib (Doctor in the House) de Ralph Thomas : Dr Simon Sparrow
- 1954 : La bête s'éveille (The Sleeping Tiger) de Joseph Losey : Frank Clemmons
- 1954 : The Sea Shall Not Have Them (en) de Lewis Gilbert : Flight Sgt. MacKay
- 1954 : Pour le meilleur et pour le pire (For Better, for Worse), de Jack Lee Thompson : Tony Howard
- 1955 : Simba de Brian Desmond Hurst : Alan Howard
- 1955 : Rendez-vous à Rio (Doctor at Sea) de Ralph Thomas : Dr Simon Sparrow
- 1956 : Le Jardinier espagnol (The Spanish Gardener) de Philip Leacock : Jose
- 1957 : L'assassin s'est trompé (en) (Cast a Dark Shadow) de Lewis Gilbert : Edward Bare
- 1957 : Intelligence Service (Ill Met by Moonlight) : major Patrick Leigh Fermor dit « Philedem »
- 1957 : Toubib en liberté (Doctor at Large) de Ralph Thomas : Dr Simon Sparrow
- 1957 : La Vallée de l'or noir (Campbell’s Kingdom) de Ralph Thomas : Bruce Campbell
- 1958 : Sous la terreur (A Tale of Two Cities) de Ralph Thomas : Sydney Carton
- 1958 : Le vent ne sait pas lire (The Wind Cannot Read) de Ralph Thomas : Flight Lieutenant Michael Quinn
- 1958 : Le Dilemme du docteur (The Doctor's Dilemma) d'Anthony Asquith : Louis Dubedat
- 1959 : La nuit est mon ennemie (Libel) d'Anthony Asquith : Sir Mark Loddon
- 1960 : Le Bal des adieux (Song Without End), de Charles Vidor : Franz Liszt
- 1960 : L'Ange pourpre (The Angel Wore Red) de Nunnally Johnson : Arturo Carrera
- 1961 : La Victime (Victim) de Basil Dearden : Melville Farr
- 1961 : Le Cavalier noir (The Singer Not the Song) de Roy Ward Baker : Anacleto
- 1962 : Les Mutinés du Téméraire (H.M.S. Defiant) de Lewis Gilbert : Premier lieutenant Scott-Padget
- 1962 : Mot de passe : courage (The Password Is Courage) d'Andrew L. Stone : Sergent-Major Charles Coward
- 1963 : The Mind Benders (en) de Basil Dearden et Michael Relph : Dr Henry Longman
- 1963 : L'Ombre du passé (I Could Go On Singing) de Ronald Neame : David Donne
- 1963 : The Servant de Joseph Losey : Hugo Barrett
- 1963 : Docteur en détresse (Doctor in Distress) de Ralph Thomas : Dr Simon Sparrow
- 1964 : X3, agent secret (Hot Enough for June) de Ralph Thomas : Nicholas Whistler
- 1964 : Dernière Mission à Nicosie (The High Bright Sun) de Ralph Thomas : major McGuire
- 1964 : Pour l'exemple (King and Country) de Joseph Losey : capitaine Hargreaves
- 1965 : Darling de John Schlesinger : Robert Gold
- 1966 : Modesty Blaise de Joseph Losey : Gabriel
- 1967 : Accident de Joseph Losey : Stephen
- 1967 : Chaque soir à neuf heures (Our Mother's House) de Jack Clayton : Charlie Hook
- 1968 : Les Filles du code secret de David Greene (Sebastian)
- 1968 : L'Homme de Kiev (The Fixer) de John Frankenheimer : Bibikov
- 1969 : Ah Dieu ! que la guerre est jolie (Oh! What a Lovely War) de Richard Attenborough : Stephen
- 1969 : Justine de George Cukor : Pursewarden
- 1969 : Les Damnés (La caduta degli dei) de Luchino Visconti : Frederick Bruckmann

- 1971 : Mort à Venise (Morte a Venezia) de Luchino Visconti : Pr Gustav von Aschenbach
- 1973 : Le Serpent d'Henri Verneuil : Philip Boyle
- 1974 : Portier de nuit (Il portiere di notte) de Liliana Cavani : Maximilian Theo Aldorfer
- 1975 : La Trahison (Permission to Kill) de Cyril Frankel : Alan Curtis
- 1977 : Providence d'Alain Resnais : Claude Langham
- 1977 : Un pont trop loin (A Bridge Too Far) de Richard Attenborough : lieutenant-général Frederick « Boy » Browning
- 1977 : To See Such Fun documentaire de Jon Scoffield : lui-même
- 1977 : Rainer Werner Fassbinder, 1977 documentaire de Florian Hopf et Maximiliane Mainka : lui-même
- 1978 : Despair de Rainer Werner Fassbinder : Hermann Hermann
- 1990 : Daddy nostalgie de Bertrand Tavernier : Daddy

### Télévision
- 1966 : Blithe Spirit de George Schaefer : Charles Condomine
- 1970 : Upon This Rock : Bonnie Prince Charlie
- 1981 : L’Histoire de Patricia Neal : Roald Dahl
- 1986 : Peut-on emprunter votre mari ? (May We Borrow Your Husband?) : William Harris
- 1987 : Screen Two, épisode The Vision de Norman Stone : James Marriner

## Voix françaises
- Roland Ménard dans :
  - Le vent ne sait pas lire
  - Dernière Mission à Nicosie
  - Darling
  - Les Damnés
  - Mort à Venise
  - Portier de nuit
  - La Trahison
  - Un pont trop loin

- Jean-Louis Jemma dans :
  - Simba
  - Le Bal des adieux
  - Le Cavalier noir
  - X3, agent secret
  - Pour l'exemple

et aussi :
- Jacques Thébault dans Les Mutinés du Téméraire
- François Périer dans Providence

## Publications
- (en) A Postilion Struck by Lightning, mémoires (vol. 1), Chatto & Windus, 1977  (ISBN 9780701122072) ; rééd. Phoenix, 2005  (ISBN 9780753819302)Publié en français sous le titre Une enfance rêvée... un postillon frappé par la foudre, Williams-Alta,  Paris, 1977.
- (en) Snakes and Ladders, mémoires (vol. 2), Chatto & Windus, 1978 ; rééd. Phoenix, 2006  (ISBN 9780753820865)
- (en) An Orderly Man, mémoires (vol. 3), Chatto & Windus, 1983  (ISBN 9780701126599)
- (en) Backcloth, mémoires (vol. 4), Penguin, 1986  (ISBN 9780140089677)
- (en) A Gentle Occupation, roman, Chatto & Windus, 1980  (ISBN 9780701125059)Publié en français sous le titre  Une aimable occupation, Albin Michel, Paris, 1981  (ISBN 9782226011374)
- (en) Voices in the Garden, roman, Chatto & Windus, 1981  (ISBN 9780701125721). Publié en français sous le titre Des voix dans le jardin. Paris, Acropole, 1998  (ISBN 2735700089). Ce livre a été adapté pour la BBC par le réalisateur français Pierre Boutron, avec Anouk Aimée dans le rôle principal (1993).
- (en) West of Sunset, roman, Viking, 1984  (ISBN 9780670757848). Publié en français sous le titre Sunset Boulevard Ouest, Paris, Acropole, 1986  (ISBN 2735700402)
- (en) A Particular Friendship, correspondance, Viking Books, 1989  (ISBN 9784896670653)
- (en) Great Meadow, an Evocation, mémoires (vol. 5), Viking Books, 1992  (ISBN 9780670847587)
- (en) Jericho, roman, Viking, 1992  (ISBN 9780670840441)
- (en) A Short Walk From Harrods, mémoires (vol. 6), Viking Books, 1993  (ISBN 9780670851515)
- (en) Cleared for Take-off , mémoires (vol. 7), Viking Books, 1993  (ISBN 9780670865055)
- (en) A Period of Adjustment, roman, Viking Books, 1994  (ISBN 9780670855599)
- (en) From Le Pigeonnier, Penguin Books, 1995  (ISBN 9780146000072)Extrait de A Short Walk from Harrods
- (en) Coming of Age, Penguin Books, 1996  (ISBN 9780146002076)Extrait de Backcloth
- (en) Closing Ranks, roman, Viking Books, 1997  (ISBN 9780670874194)
- (en) For the Time Being: Collected Journalism, essais et critiques, Viking Books, 1998  (ISBN 9780670880058)